# Emilíana Torrini

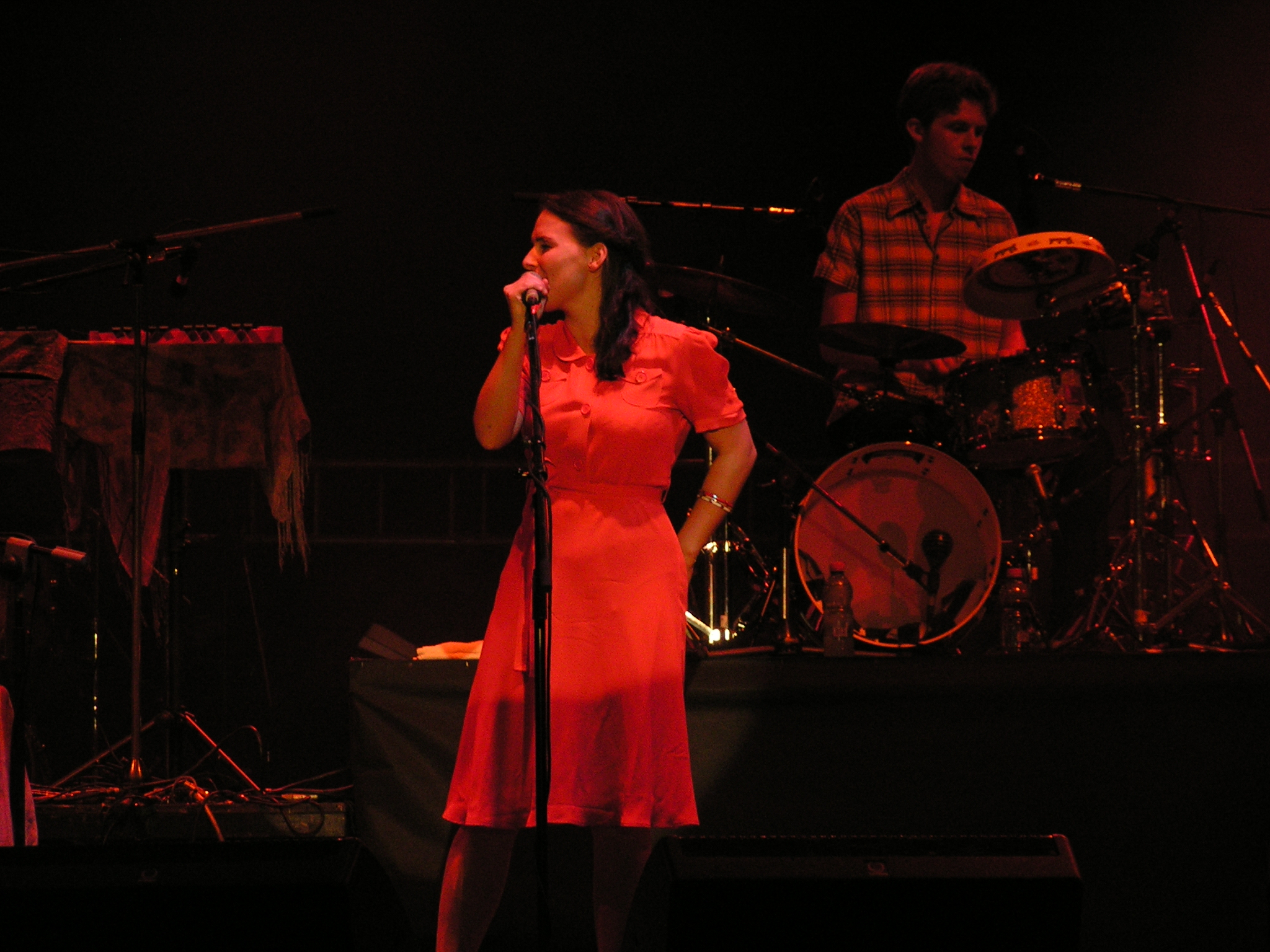
Emilíana Torrini w Hajfie, 28 czerwca 2005, na festiwalu Orange Music Experience, podczas jej tournée promującego Fisherman’s Woman

Emilíana Torrini Davíðsdóttir (ur. 16 maja 1977 w Reykjavíku) – islandzka piosenkarka.
Ojciec Emilíany Torrini pochodzi z Włoch, zaś jej matka jest Islandką. Torrini zdobyła popularność na Islandii w 1994, kiedy w wieku 17 lat wygrała konkurs piosenki, śpiewając „I Will Survive”.
Jej najbardziej znany światowy album to Love in the Time of Science. Wcześniej wydała albumy Spoon, Crouçie d'Où La oraz Merman w Islandii. Oficjalna strona artystki określa jej muzykę jako "nieklasyfikowalną".
Emilíana Torrini zaśpiewała piosenkę „Gollum’s Song”, główny temat filmu Petera Jacksona Władca Pierścieni: Dwie wieże. Napisała również utwór „Slow” dla Kylie Minogue w 2003. W 2002 współpracowała z duetem Thievery Corporation przy nagraniu płyty The Richest Man in Babylon.
Zasiadała w jury konkursu głównego na 62. MFF w Wenecji (2005).

## Dyskografia

### Albumy
- 2013 Tookah
- 2008 Me and Armini
- 2005 Fisherman’s Woman
- 1999 Love in the Time of Science
- 1996 Merman
- 1995 Crouçie d'Où La
- 1994 Spoon

### Single
- 2013 – "Speed Of Dark"
- 2009 – "Jungle Drum"
- 2008 – "Big Jumps"
- 2008 – "Me and Armini"
- 2005 – "Heartstopper"
- 2005 – "Sunnyroad"
- 2004 – "Lifesaver"
- 2001 – "To Be Free" (reedycja)
- 2000 – "Unemployed in Summertime"
- 2000 – "Easy"
- 1999 – "To Be Free"
- 1999 – "Baby Blue"
- 1999 – "Dead Things"

### Współpraca
- 2002 – Thievery Corporation – Heaven’s Gonna Burn Your Eyes (wokal)
- 2002 – Thievery Corporation – Until the Morning (wokal)